# Dolcinieten
De Dolcinieten waren een terroristische christelijke groepering in de 13e en begin 14e eeuw na Christus. De beweging was gesticht door Fra Dolcino en predikte de armoede en universele liefde. De volgelingen kwamen uit Noord-Italië, Frankrijk, Duitsland en Spanje.

## Fra Dolcino
Fra Dolcino is de stichter van de groepering. Na het grondig lezen van het evangelie trok hij de conclusie dat God zegt dat mensen van elkaar moeten houden. Men moet van het leven als geheel houden: van vrouwen, mannen en dieren.

## Geloof
De Dolcinieten vinden dat de kerk arm hoort te zijn, net zo moet leven als Jezus deed. Rijken mogen ze vermoorden.
Rijke priesters waren voor de dolcinieten het toppunt van gruwel, waardoor vooral zij het doelwit waren.
De verkregen buit werd aan de arme bevolking gegeven. Hierdoor waren ze populair bij het arme deel van de bevolking. De bendes die de leer volgden terroriseerden de mensen, omdat ze gewelddadig waren en van ruime seksuele vrijheid genoten. Hun strijdkreet was: "Penetenziagite", in krom Latijn, wat betekent "doe boete, doe penitentie" (naar Mattheus 4:17 in de Vulgaatvertaling van het Nieuwe Testament door St. Hieronymus: Pœnitentiam agite: appropinquavit enim regnum cælorum).

## Volgelingen
Tijdens hun tochten verzamelden ze veel volgelingen. Tot de volgelingen van de dolcinieten behoorden:
- Margaretha: een mooie roodharige uit het klooster ontsnapte non
- Longinus

## Brandstapel
De katholieke kerk had de leer bestempeld als ketters. De Dolcinieten zijn door de heilige Inquisitie vervolgd en na marteling op de brandstapel gebracht.

## Boek en film
In het boek "De naam van de roos" van Umberto Eco en in de gelijknamige film gaat het over deze splinterbeweging.